# Sharon Tate
Sharon Marie Tate (Dallas, 24 januari 1943 – Los Angeles, 9 augustus 1969) was een Amerikaanse actrice. Zij was gehuwd met filmregisseur Roman Polański.

## Biografie
Sharon was de dochter van een legerofficier, Paul James Tate, die vaak moest verhuizen. Haar moeder was Doris Gwendolyn Willett. Van 1948 tot 1955 woonde het gezin in Pasadena, Texas. Tussen 1955 en 1959 woonde zij in Richland, Washington, waar zij naar de Chief Joseph Junior High School ging en vervolgens naar de Columbia High School. Later woonde het gezin in Italië. Tate figureerde in enkele Italiaanse films en verhuisde vervolgens naar Hollywood.
Als klein meisje won zij vele schoonheidswedstrijden. Zij werkte eerst als fotomodel.
Sharon Tate begon haar filmcarrière na het tekenen van een contract voor zeven jaar met Filmways. Haar eerste belangrijke rol was die van de secretaresse Janet Trego in de televisieserie The Beverly Hillbillies in de periode 1962-65. Vervolgens speelde ze in een aantal grotere rollen, als eerste in de speelfilm Eye of the Devil uit 1966 met tegenspelers David Niven en David Hemmings. Ze had een relatie met de beroemde kapper Jay Sebring, met wie ze altijd bevriend bleef en die later tegelijk met haar vermoord zou worden. In 1967 speelde ze in de strandfilm Don't Make Waves. De barbiepop Malibu Barbie zou op haar personage in deze film gebaseerd zijn.
In 1967 speelde ze een rol in The Fearless Vampire Killers van Roman Polański. Tate en Polański kregen een verhouding en trouwden op 20 januari 1968 in Londen. In februari 1969 betrokken ze een huis aan 10050 Cielo Drive in Bel Air.
In maart 1969 vertrok Sharon Tate naar Italië en Frankrijk om in haar laatste film te spelen, de Italiaanse komedie Una su Tredici (ook wel bekend onder de namen 12 + 1 en The 13 Chairs). Zij was toen al zwanger en haar garderobe moest aangepast worden om haar zwangerschap bij de opnames verborgen te houden. Na afloop van de opnamen bleef ze nog een tijd bij Polański, die in Londen werkte aan de voorbereidingen van de film The Day of the Dolphin. In juli 1969 vertrok Sharon met een cruiseschip naar Amerika om zich voor te bereiden op de komende bevalling. Roman bleef achter en zou een paar weken later per vliegtuig naar Los Angeles gaan, op tijd voor de geboorte.

## Moord op Tate en haar gasten
In de nacht van 8 op 9 augustus 1969 drongen vier aanhangers van sekteleider Charles Manson (Tex Watson, Susan Atkins, Patricia Krenwinkel en Linda Kasabian) in zijn opdracht het huis van Polański en Tate binnen. Manson zou de bedoeling hebben gehad producer Terry Melcher te vermoorden, die had geweigerd om een plaat met Manson op te nemen en die het huis eerder bewoonde, maar die niet aanwezig was.
Bij aankomst sneed Watson als eerste actie de telefoonkabels door.
Het eerste slachtoffer was de 18-jarige Steven Parent, een jongen die net daarvoor op bezoek was geweest bij de huisbewaarder van het huis, William Garretson en juist wilde vertrekken in zijn auto. Daarna waren de vier mensen binnen aan de beurt. Binnen werd eerst de op een bank slapende acteur Wojtek Frykowski gewekt. Zijn handen werden vastgebonden. Vervolgens werden Jay Sebring (een beroemde kapper), Abigail Folger (erfgenaam van een rijke koffiehandelaar) en Sharon Tate uit hun bedden gehaald. Omdat Jay Sebring protesteerde tegen de ruwe behandeling van Tate, werd hij door Watson doodgeschoten. Frykowski, kon zich bevrijden en liep naar de voordeur, maar werd door Watson ingehaald op het grasveld, met een mes gestoken en neergeschoten. In totaal was Frykowski twee keer beschoten, dertien keer met een revolver op het hoofd geslagen en 51 keer met een mes gestoken. Abigail Folger probeerde ook te vluchten, maar werd door Patricia Krenwinkel getackeld en neergestoken. Folger werd door Krenwinkel en Watson met in totaal 28 messteken om het leven gebracht. Tate vroeg om genade, bood aan om als gijzelaar te dienen, maar zij werd ook gedood door zestien messteken. In haar laatste momenten riep zij om haar moeder. Ook haar ongeboren zoon, die later de namen Paul Richard kreeg (naar de vader van Sharon en de vader van Roman), overleefde het niet. Met het bloed van Tate schreef Watson nog het woord "Pig" (Varken) op de voordeur, naar het schijnt een verwijzing naar het Beatles nummer Piggies.

### Begrafenis
Tate werd begraven in het Holy Cross Cemetery in Culver City. De zoon van Tate en Polanski werd in de armen van zijn moeder begraven.

### Proces tegen Manson
Kasabian was de enige van de Manson-clan die niet meedeed aan het bloedbad en zij werd later kroongetuige in het proces tegen Charles Manson en zijn sekte, de Manson Family. Dankzij een loslippige Atkins konden Charles Manson en zijn clan worden aangeklaagd. Door de moorden, die aanvankelijk werden aangezien voor rituele slachtingen, ontstond in de Verenigde Staten grote maatschappelijk beroering. Ook president Nixon kwam in het geweer door tijdens het proces Manson al schuldig te verklaren. De daders werden in 1971 inderdaad schuldig bevonden en tot de gaskamer veroordeeld. Reeds een jaar na hun veroordeling werd de doodstraf in Californië echter afgeschaft en werden alle vonnissen omgezet in levenslange gevangenisstraf. De daders bleven vastzitten, maar kwamen sinds 1976 wel in aanmerking voor vervroegde invrijheidstelling. Al hun verzoeken zijn tot dusver afgewezen. Susan Atkins overleed in september 2009 in de gevangenis aan de gevolgen van een hersentumor. Hoewel advocaten nog trachtten haar in vrijheid te laten sterven, kreeg Atkins daarvoor geen toestemming. De leider van de sekte, Charles Manson, overleed in november 2017 aan de gevolgen van een interne bloeding.

### Na haar dood
Het huis van Tate en Polanski aan de 10050 Cielo Drive werd in 1994 afgebroken.
In juli 2005 voerde Polański in Engeland nog met succes een proces tegen het tijdschrift Vanity Fair, dat beweerde dat hij op weg naar de begrafenis van Sharon Tate avances naar een stewardess had gemaakt. Hij wenste dat de herinnering aan zijn geliefde niet door dit soort roddels zou worden bezoedeld.
In Once Upon a Time... in Hollywood, een film van Quentin Tarantino uit 2019, wordt Sharon Tate vertolkt door Margot Robbie. De film toont een alternatieve, fictieve versie van de gebeurtenissen voor de moord op Tate, waardoor deze niet plaatsvindt.

## Filmografie
- Barabbas (1961) - Patriciër in arena (onvermeld)
- Hemingway's Adventures of a Young Man (1962) - Komische koningin (onvermeld)
- Mister Ed (tv-serie, 2 afl., 1963) - Telefoniste / Meisje
- The Beverly Hillbillies (tv-serie, 15 afl., 1963-1965) - Janet Trego / Feestganger / Mary
- The Americanization of Emily (1964) - Mooi meisje (onvermeld)
- Eye of the Devil (1967) - Odile de Caray
- The Fearless Vampire Killers (1967) - Sarah Shagal
- Don't Make Waves (1967) - Malibu
- Valley of the Dolls (1967) - Jennifer North
- The Wrecking Crew (1968) - Freya Carlson
- 12 + 1 (1969) - Pat
- Ciao, Federico! (1970) - haarzelf, postuum (documentaire over Federico Fellini, onvermeld)
- Steve McQueen: The Man & Le Mans (2015) - haarzelf (documentaire, archiefbeeld)